# Guerra greco-turca (1897)
La guerra greco-turca de 1897 o guerra de los Treinta Días fue un conflicto bélico entre la Grecia de Jorge I de Grecia y el Imperio otomano del sultán Abdul Hamid II por la soberanía de Creta. La guerra acabó con la derrota griega, que había entrado en la contienda en medio de una profunda crisis política y militar y con unos oficiales a menudo incompetentes.
Su causa inmediata fue la cuestión sobre el estado de la provincia otomana de Creta, cuya mayoría griega deseaba durante mucho tiempo la unión con Grecia. A pesar de la victoria otomana en la guerra, al año siguiente se estableció un Estado cretense autónomo bajo la soberanía otomana (como resultado de la intervención de las Grandes Potencias después de la guerra), con el Príncipe Jorge de Grecia y Dinamarca como su primer Alto Comisionado.
Este fue el primer esfuerzo de guerra en el que se puso a prueba el personal militar y político de Grecia desde la guerra de Independencia de Grecia en 1821. Para el Imperio Otomano, este fue también el primer esfuerzo de guerra en el que se puso a prueba el personal militar reorganizado. El ejército otomano estaba bajo la dirección de una misión militar alemana liderada por Colmar Freiherr von der Goltz, que lo había reorganizado después de la derrota en la guerra ruso-turca (1877-1878).
El conflicto demostró que Grecia no estaba preparada para la guerra. No existían planes, fortificaciones y armas, la masa del cuerpo de oficiales no se adecuaba a sus tareas y el entrenamiento era inadecuado. Como resultado, las fuerzas otomanas numéricamente superiores, mejor organizadas, equipadas y dirigidas empujaron a las fuerzas griegas al sur de Tesalia.

## Origen
La guerra tuvo su origen en la política exterior helena basada en la Gran Idea: la anexión de los territorios tradicionalmente considerados como griegos —Enosis— que se encontraban principalmente en manos de los otomanos. En febrero de 1896, las relaciones entre cristianos y musulmanes empeoraron nuevamente y estalló otro enfrentamiento; el Gobierno griego de Theodoros Deligiannis decidió respaldar las peticiones de unión que llegaban tanto de la isla como de la misma Grecia.

## Situación militar otomana
La relaciones entre el Imperio otomano y el alemán habían sido cordiales desde los tiempos del Congreso de Berlín de 1878. En 1880 llegó al país la primera misión militar alemana, solicitada por el sultán Abdul Hamid II. Esta contaba con el apoyo tácito del Gobierno de Berlín. A partir de la llegada al imperio del general Colmar von der Goltz en 1883, comenzó una intensa reforma de las Fuerzas Armadas otomanas. Este remozamiento del Ejército permitió al imperio vencer en la corta guerra con Grecia en 1897.

## Desarrollo

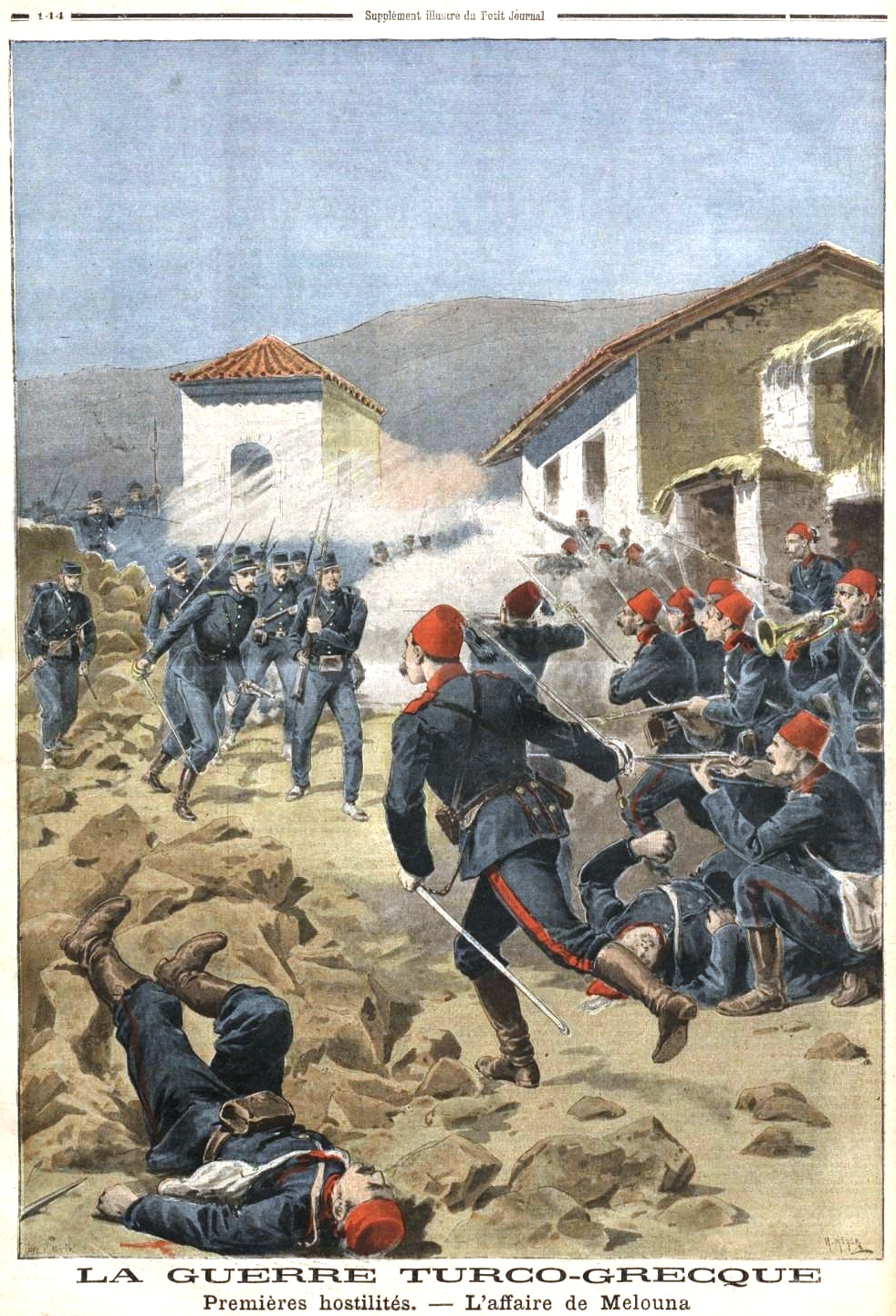
Las primeras escaramuzas en el puesto fronterizo de Melouna, Le Petit Journal

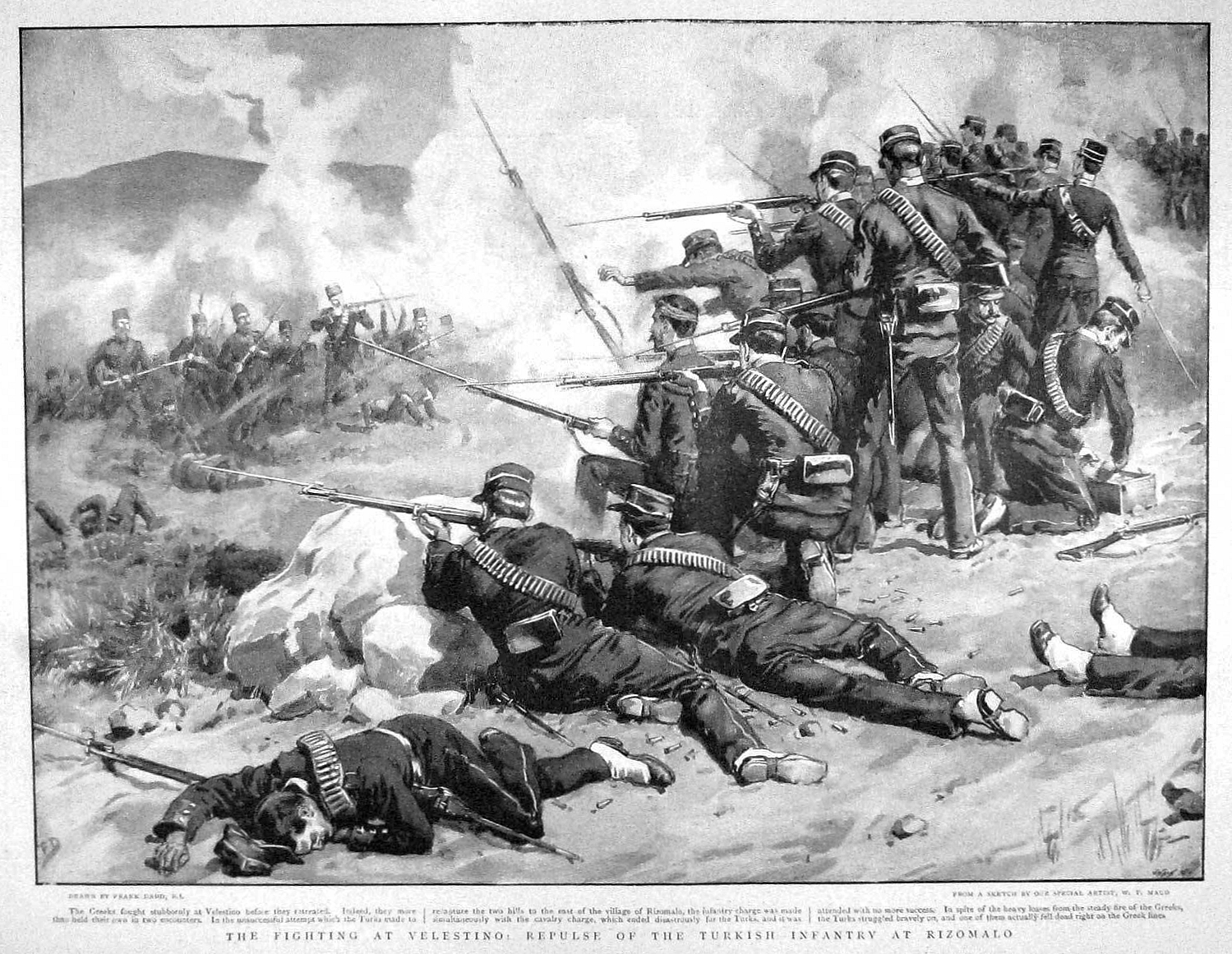
Tiroteo entre griegos y turcos en Rizomylos, durante la batalla de Velestino.

En 1896 estalló en Creta una nueva insurrección contra la presencia otomana en la isla. Con el propósito de la Enosis y a la vez desviar a la opinión pública griega de los problemas políticos internos, el gobierno heleno envió parte del ejército y la marina a Creta. 
El 21 de enero de 1897, tuvo lugar el desembarco en Creta. El conflicto abierto estalló en marzo. El 5 de abril del mismo año, tras verse obligada a replegarse de la isla por la presión internacional, Grecia intentó anexionarse Epiro y Macedonia, también bajo soberanía otomana.
Grecia emprendió una guerra en la que estaba en una clara inferioridad numérica de tropas, frente a un numeroso Ejército otomano. Este acababa de ser reorganizado por oficiales alemanes. La única ventaja con la que contaba el Gobierno heleno era la superioridad de la Marina real en los mares de la zona en conflicto. La estrategia militar otomana se inclinó por una contienda terrestre.
En Epiro, quince mil griegos se enfrentaron a treinta mil turcos mandados por Ahmet Hıfzı Pachá. El 18 de abril los turcos bombardearon Arta, sin llegar a conquistarla. Los griegos se replegaron hacia Philippiada, donde se atrincheraron. El contraataque griego fue un desastre, al no llegar los refuerzos esperados. El 15 de mayo, el ejército griego se retiró tras sufrir cuantiosas pérdidas.

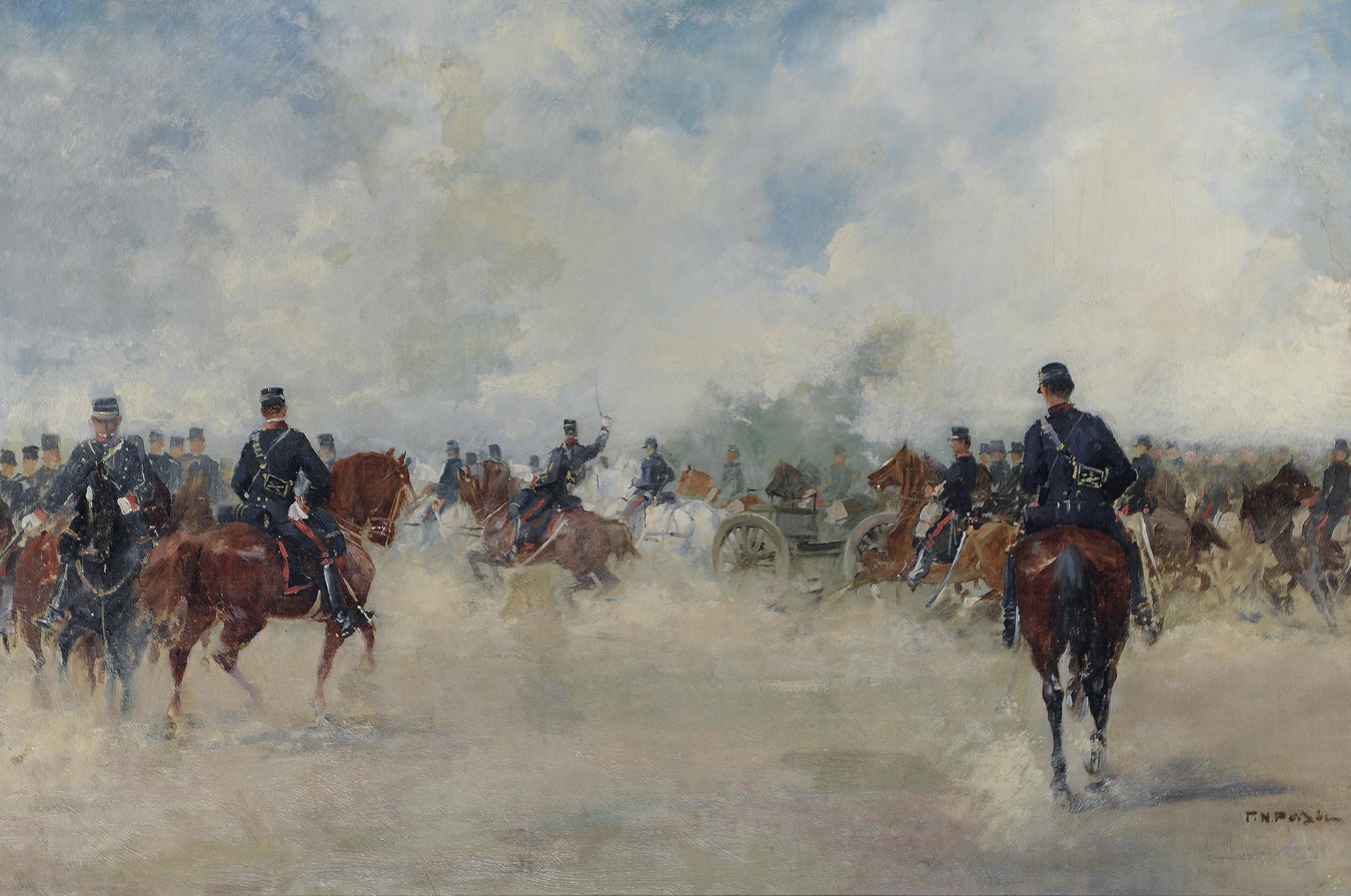
La batalla de Farsalia, que selló la derrota griega en mayo de 1897.

En los territorios otomanos de Tesalia, sesenta mil hombres del ejército imperial otomano a las órdenes de Ethem Bajá esperaban enfrentarse a los 46 000 hombres del ejército griego, al mando del príncipe heredero Constantino. Hacia el 17 de mayo el ejército heleno se vio obligado a replegarse más allá de Larissa, reorganizándose en los alrededores de Farsalia, en Domokos. La nueva derrota griega supuso un duro golpe moral para Grecia, que incluso vio como los turcos avanzaban posiciones en territorio griego. La retirada se había producido tras escasos combates, pocas bajas, pero gracias a un mando en general incompetente que dejó que la débil infantería se deshiciese casi antes de alcanzar Farsalia. La disciplina de las tropas se había mostrado mala, produciéndose saqueos durante la retirada y los servicios a las tropas, tanto sanitarios como de transporte o abastecimiento, deficientes.
La desbandada del Ejército hizo que el Gobierno griego solicitase la intercesión de las potencias para lograr un alto el fuego (19 de mayo de 1897). Bajo la presión de las potencias europeas, especialmente del zar Nicolás, el sultán Abdul Hamid II declaró el alto el fuego el 20 de mayo, hecho que salvó a Grecia de un desastre mayor.

### La guerra en mapas

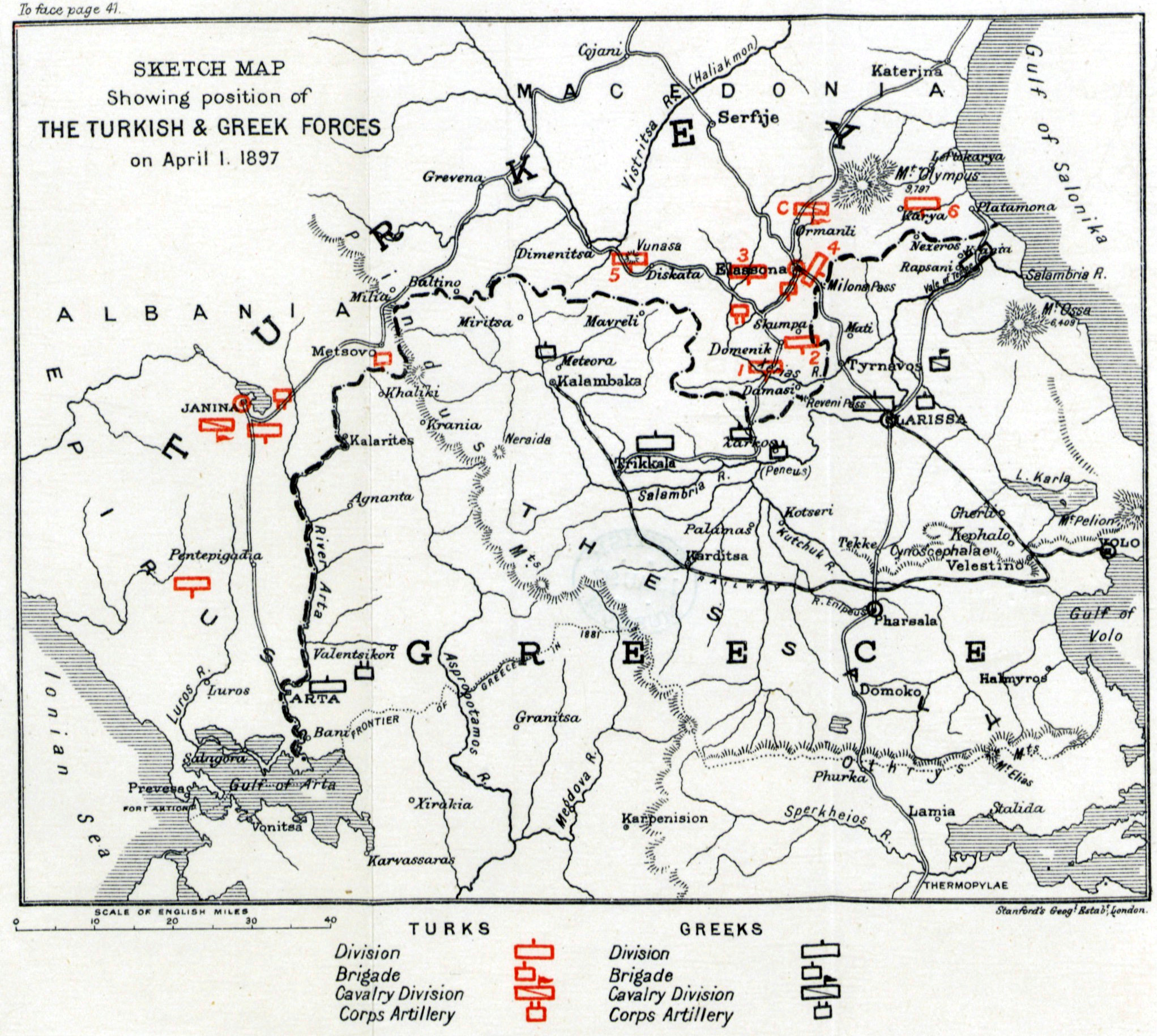
Disposición de las fuerzas griegas y otomanas el 1 de abril
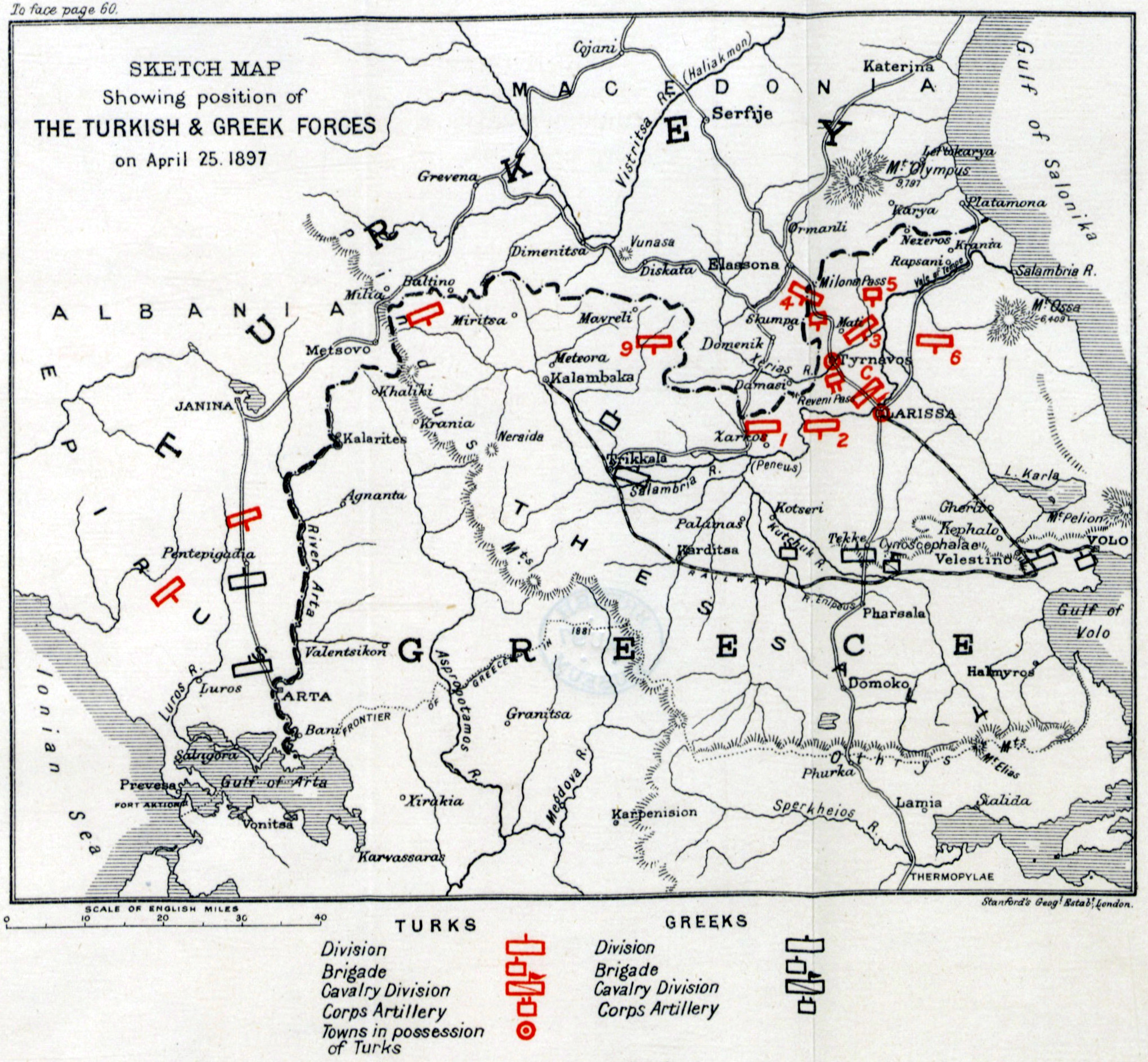
Disposición de las fuerzas griegas y otomanas el 25 de abril
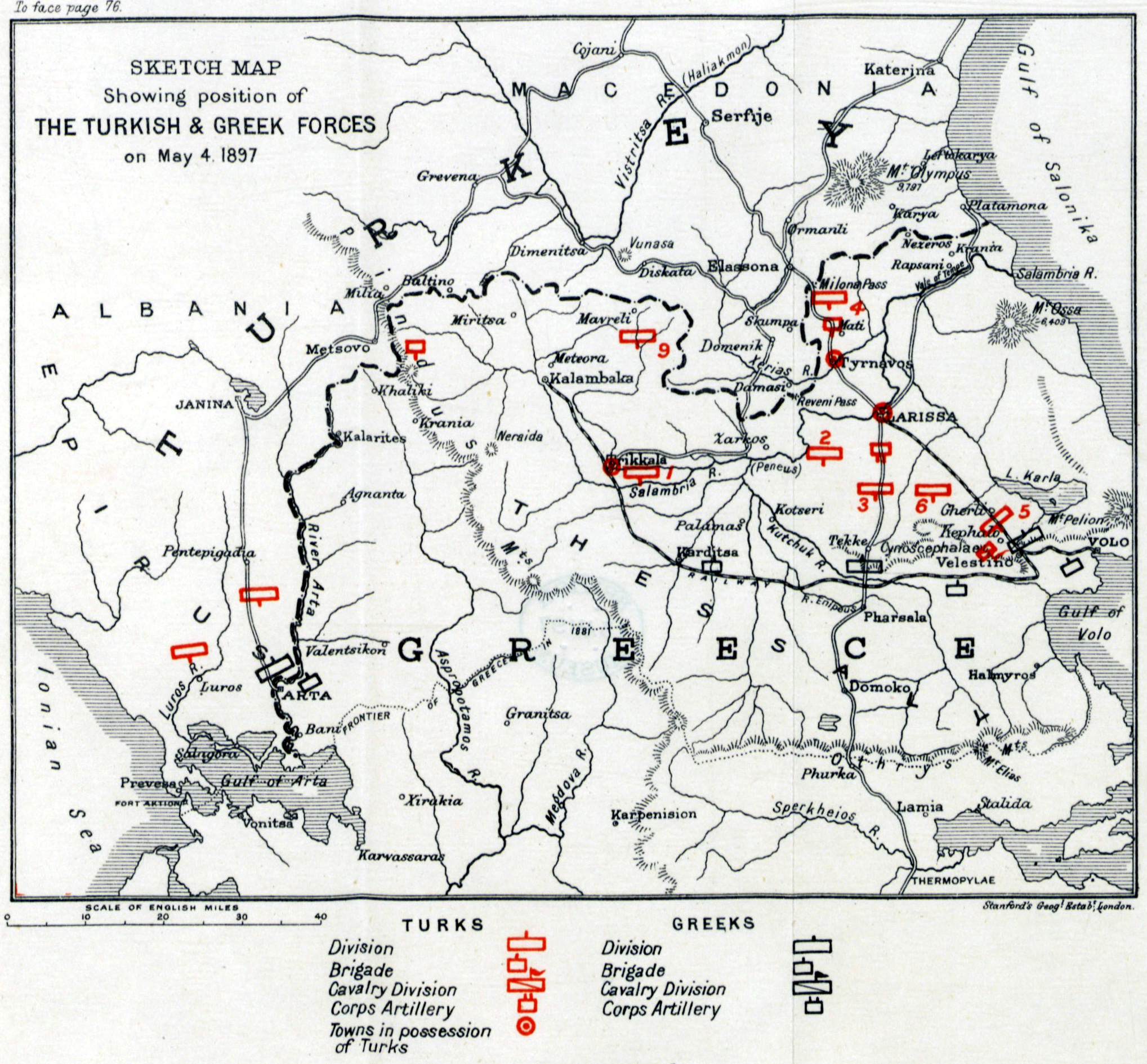
Disposición de las fuerzas griegas y otomanas el 4 de mayo
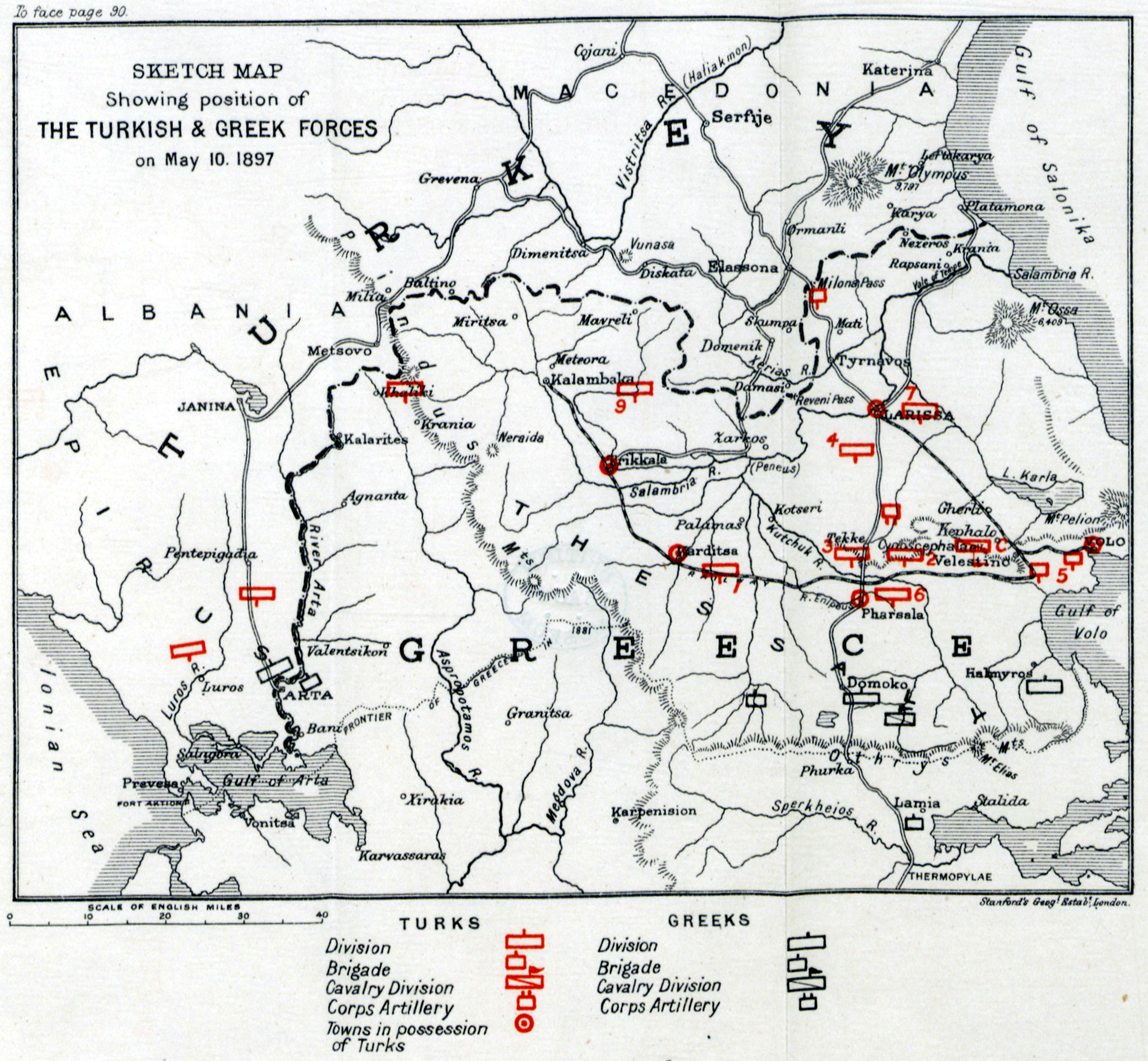
Disposición de las fuerzas griegas y otomanas el 10 de mayo
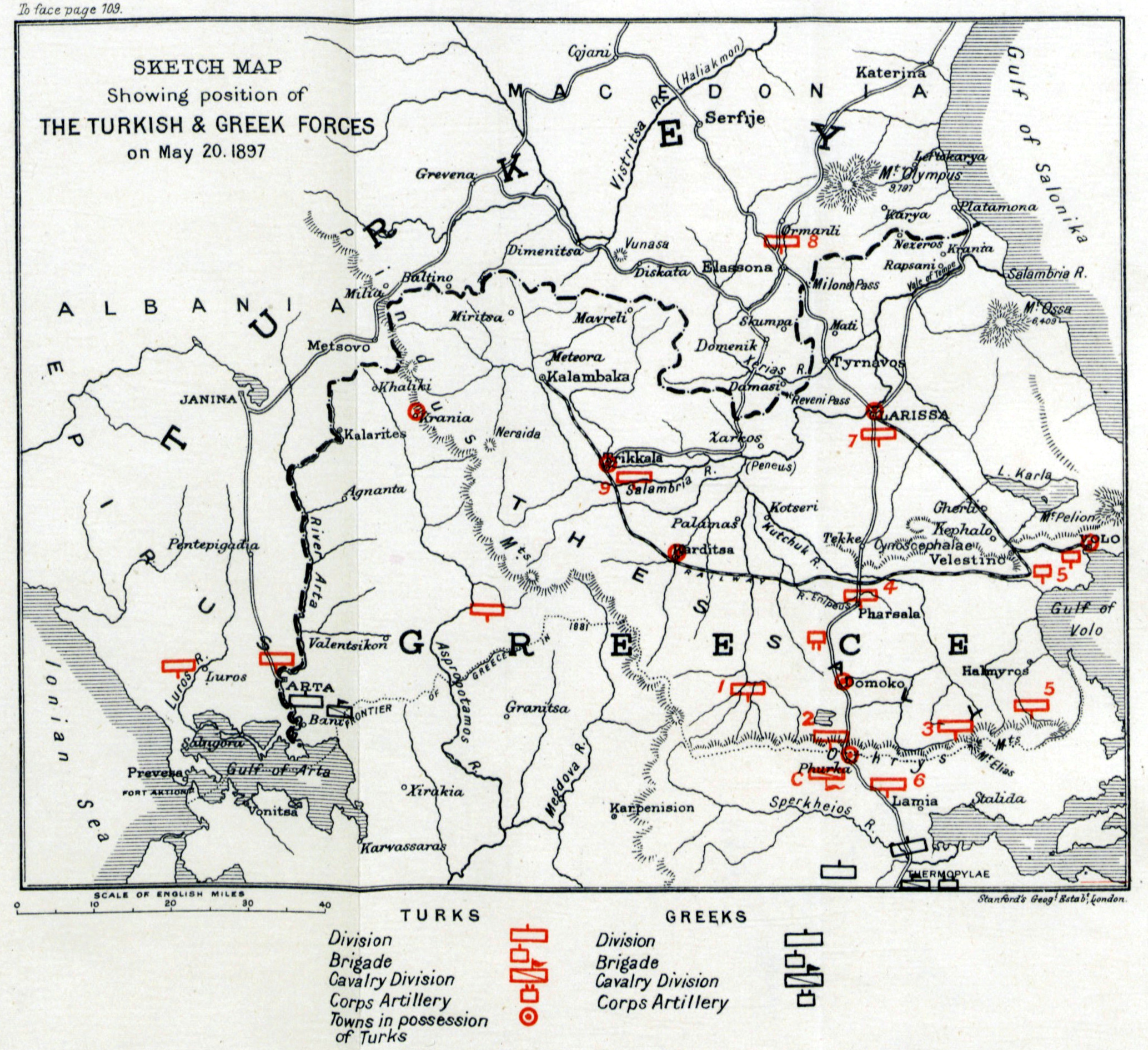
Disposición de las fuerzas griegas y otomanas el 20 de mayo

## Tratado de paz

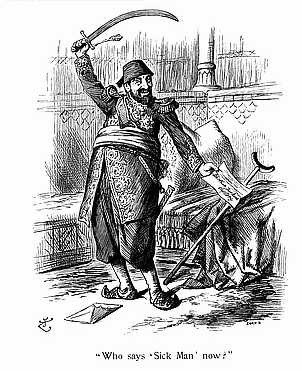
Caricatura de la época mostrando la alegría del sultán Abdul Hamid II ante la victoria sobre los griegos

Tras meses de negociaciones, el 20 de noviembre de 1897 se firmó un tratado de paz en Estambul que otorgaba concesiones territoriales al Imperio otomano a lo largo de la frontera de Tesalia y una fuerte indemnización de guerra (94 300 000 de francos-oro) que el Estado griego, en bancarrota, solo podría pagar con la ayuda de las potencias europeas, las cuales vieron aumentada su influencia sobre el débil Reino de Grecia. Las potencias instituyeron una comisión financiera internacional, que debía supervisar la economía griega, caótica.
A pesar de la total derrota militar, las potencias convencieron al gobierno de Constantinopla para conceder la autonomía a Creta y acordaron mantener un destacamento militar mixto para mantener la paz en la isla. En 1898 el príncipe Jorge de Grecia, segundo hijo del monarca griego, se convirtió en alto comisario de Creta.

## Consecuencias
La derrota griega hizo que surgiese en el país una fuerte corriente que favorecía las reformas políticas, económicas y militares que le permitiesen resarcirse de la derrota y continuar la expansión territorial ansiada. Sin embargo, el estancamiento en todos estos aspectos durante la década posterior a la contienda llevó a la formación de la Liga Militar y a su imposición de reformas a los sucesivos gobierno tras el golpe de Estado de Goudi en el verano de 1909. La llegada de Eleftherios Venizelos a la política nacional en 1910 de la mano de la Liga supuso un gran cambio en la política griega, consecuencia indirecta de la derrota de 1897, y el alejamiento temporal del poder de la cúpula que había llevado a la debacle.
La catástrofe también empañó temporalmente la imagen de los príncipes de la familia real que habían estado al mando de las operaciones bélicas, a los que la prensa y parte de la clase política culparon de la victoria otomana.
Para los otomanos, la victoria determinó el estrechamiento de relaciones con el Imperio alemán, artífice indirecto de la modernización del Ejército que había permitido vencer a los griegos. El imperio comenzó a comprar municiones y a encargar buques de guerra a Alemania, en detrimento de Francia y del Reino Unido. El sultán consideraba que el Imperio alemán era la única gran potencia favorable al Estado otomano.